# El regalo (película de 1982)
El regalo ( en francés: Le Cadeau ; en italiano: Il regalo; también lanzada en inglés como Bankers Also Have Souls o The Gift  ) es una película franco-italiana de 1982 . Protagonizada por Claudia Cardinale,  está basada en la obra escrita por Italo Terzoli y Enrico Vaime .

## Trama
Gregoire se jubila después de muchos años en el mismo banco y sus compañeros le sorprenden con una fiesta en la que destaca una joven contratada llamada Bárbara. Pensando que la joven está rendida ante sus encantos, se hace pasar por el presidente del banco, lo que lleva a una comedia de identidades equivocadas.

## Elenco
- Pierre Mondy : Grégoire Dufour
- Claudia Cardenal : Antonella Dufour
- Clio Goldsmith : Joyane / Bárbara
- Jacques François : Jacques Loriol
- Renzo Montagnani : Emiro Fayçal di Krator
- Cécile Magnet : Charlotte Legueden
- Henri Guybet : André
- Rémi Laurent : Laurent
- Yolande Gilot : Jennifer
- Laurence Badie : Marie-Laure
- Christophe Bourseiller : Jean-Philippe Loriol
- Duilio Del Prete : Umberto